# Tea sandwich

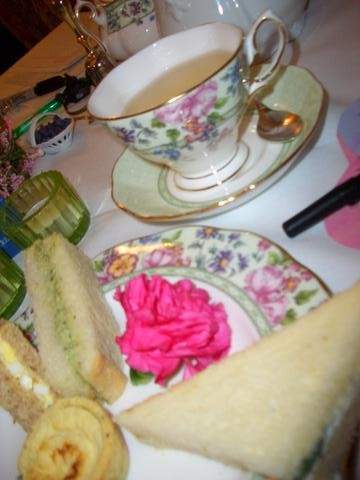
Sándwiches servidos a la hora del té.

El tea sandwich es un sándwich (u otras preparaciones culinarias) preparado en Inglaterra durante la hora del té (en inglés tea time). La hora en que se sirven es a media tarde y tienen como finalidad permitir eliminar el apetito antes de la cena. Se suelen servir con el té y a veces incluyen scones. Uno de los sándwiches de té más clásicos es el sándwich de pepino (cucumber sandwich).

## Características
Suele ser un conjunto de pequeños sándwiches (generalmente de un par de bocados). Es costumbre que la innovación esté presente y se evite la clásica forma triangular para ser presentadas otra formas como circulares, rectangulares, etcétera, empleando para ello moldes de galletas. Los rellenos más clásicos son: ensalada de huevos, salmón ahumado, pimento cheese, mayonesa, pollo al curry, entre otros.